# Ombline Desbassayns
Marie Anne Thérèse Ombline Desbassayns, född Gonneau-Montbrun 3 juli 1755 i Saint-Paul på La Réunion, död 4 februari 1846 på La Réunion, var en plantageägare och slavhandlare på den franska ön La Réunion.  Efter sin makes död 1800 drev hon en omfattande plantageverksamhet och utgjorde en ledande person i öns näringsliv. Hon tillhör de mest kända gestalterna i öns historia och spelade en stor roll i öns folklore. 
Hon gifte sig 1770 med plantageägaren Henri Paulin Panon Desbassayns (1732-1800) och blev mor till Philippe, Charles och Joseph Desbassayns. Efter sin makes död övertog hon hans framgångsrika plantageverksamhet med slavarbetskraft. Hon tillhörde de rikaste slavägarna och ledande personerna i kolonin. Hon odlade socker och kaffe och bidrog till industrialiseringen av ön, då hennes jord sträckte sig över stora områden. Desbassayns omnämns inte som grym av samtiden, och det nämns att hon grundade ett sjukhus för sin slavarbetskraft. Inom öns folklore blev hon dock känd som en symbol för en grym slavägare, och jämförd med Grand-mère Kalle, en häxa i öns mytologi. Enligt en legend förorsakade hon ett vulkanutbrott från Piton de la Fournaise genom att begrava sina synder i vulkanen. Slaveriet avskaffades två år efter hennes död. På La Réunion blev det ett talesätt att jämställa "Madame Desbassayns tid" med slavtiden då man ville tillrättavisa någon som hade betett sig grymt eller orättvist.